# Sárgás mirigygomba
A sárgás mirigygomba (Exidia saccharina) a fülgombafélék családjába tartozó, Eurázsiában és Észak-Amerikában honos, fenyők elhalt ágain, törzsén élő, nem ehető gombafaj.

## Megjelenése
A sárgás mirigygomba termőteste kezdetben majdnem kerek, gombszerű, 1-3 cm átmérőjű, majd a szomszédos termőtestek összeolvadnak, szabálytalan, lebenyes, fodros, agyvelőszerűen tekervényes felszínű, akár 15-20 cm széles és 2,5 cm vastag tömeget alkotnak. Felszíne eleinte sima, fényes, nagyítóval apró mirigyszemcsék figyelhetők meg rajta; idősen mattá válik. Színe világos vagy sötétebb karamellsárga, vörösbarna. Kiszáradva majdnem fekete, kemény, kb. 1 mm vastag réteggé válik; ha nedvesség éri, visszanyeri korábbi formáját.  
Húsa kocsonyás, zselészerű, félig áttetsző, sárgásbarna vagy vörösbarna színű. Szaga és íze nem jellegzetes. 
Spórapora fehér. Spórája kolbász alakú, sima, mérete 9,5-15 x 3,5-5 µm.

### Hasonló fajok
Az inkább lombos fákon élő fodros rezgőgomba, a bükk-álrezgőgomba, a barna mirigygomba, a cseresznye-mirigygomba, esetleg a fiatal kormos mirigygomba hasonlít hozzá.

## Elterjedése és termőhelye
Eurázsiában és Észak-Amerikában honos. Magyarországon ritka. 
Fenyők (pl. luc vagy erdeifenyő) elhalt ágain, törzsén található meg, főleg nedves, hűvös körülmények között. Egész évben előfordul, de inkább az esős késő őszi vagy kora tavaszi hónapokban gyakori; a -5 °C-os fagyot is kibírja.

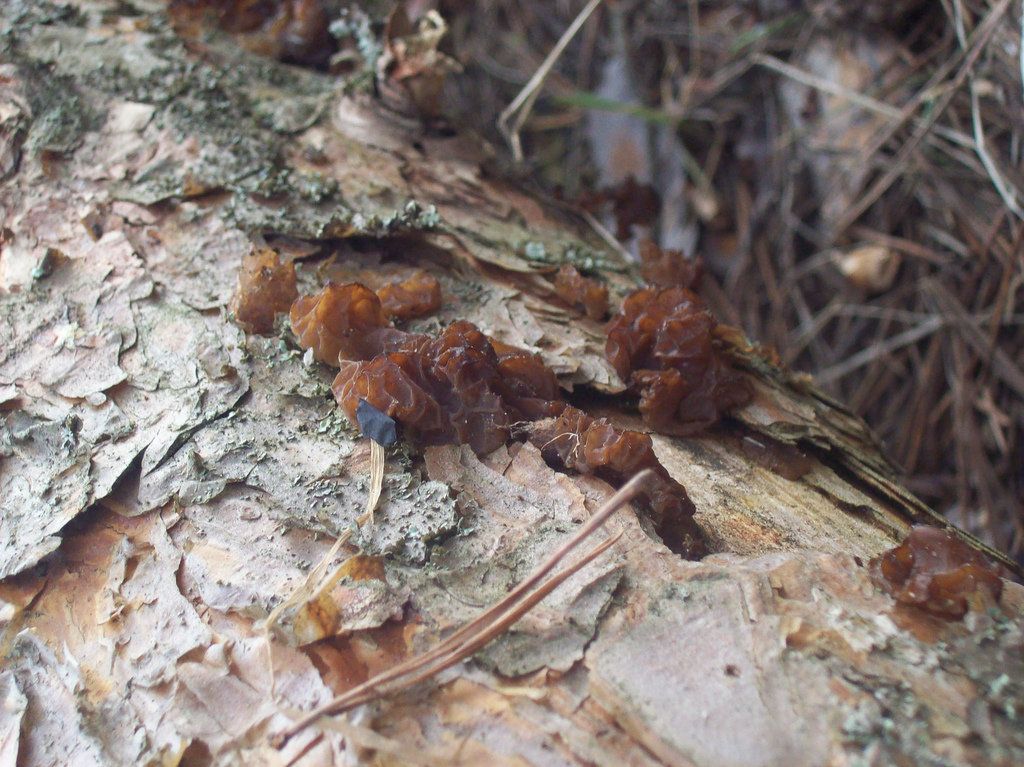
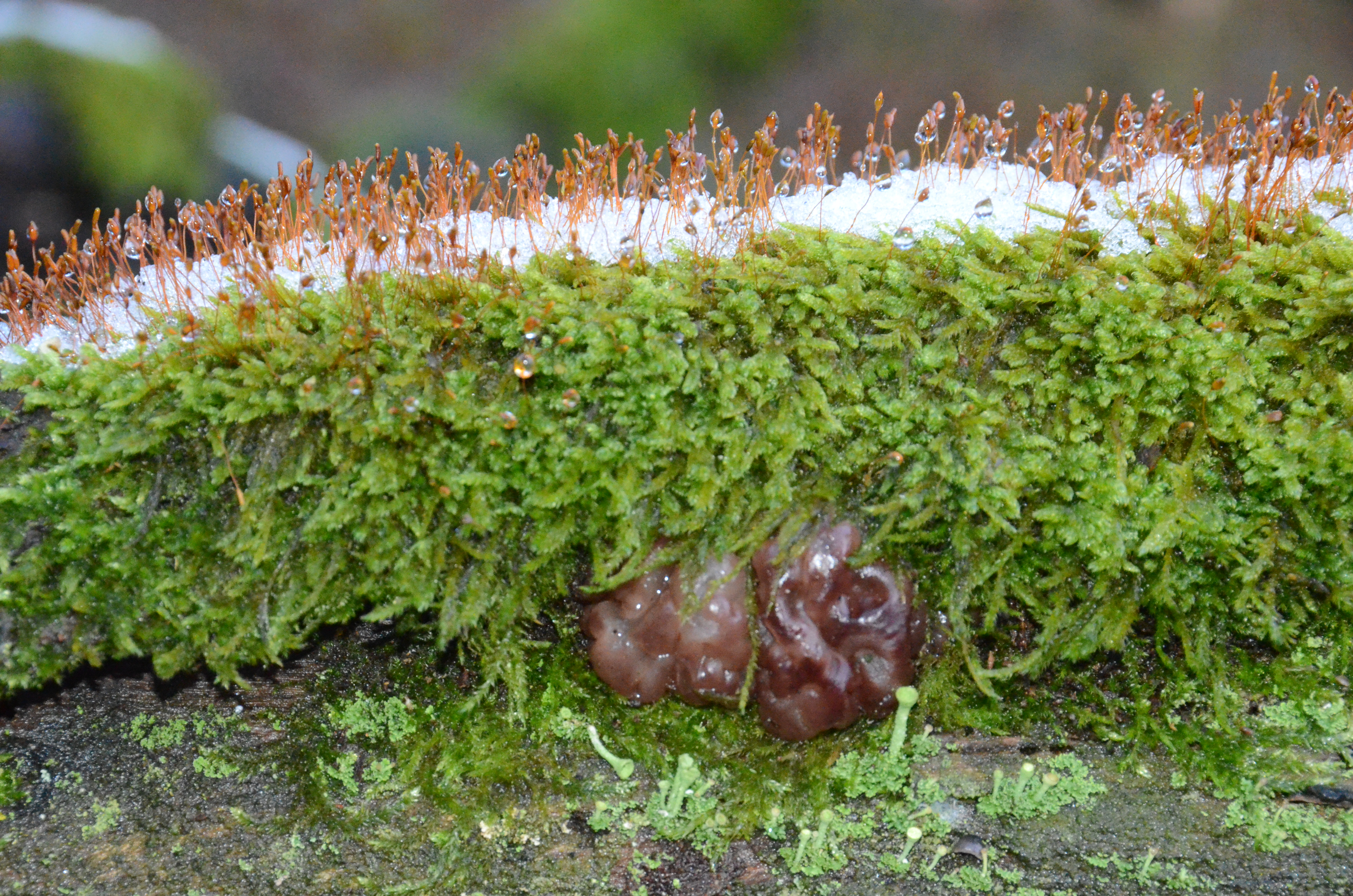
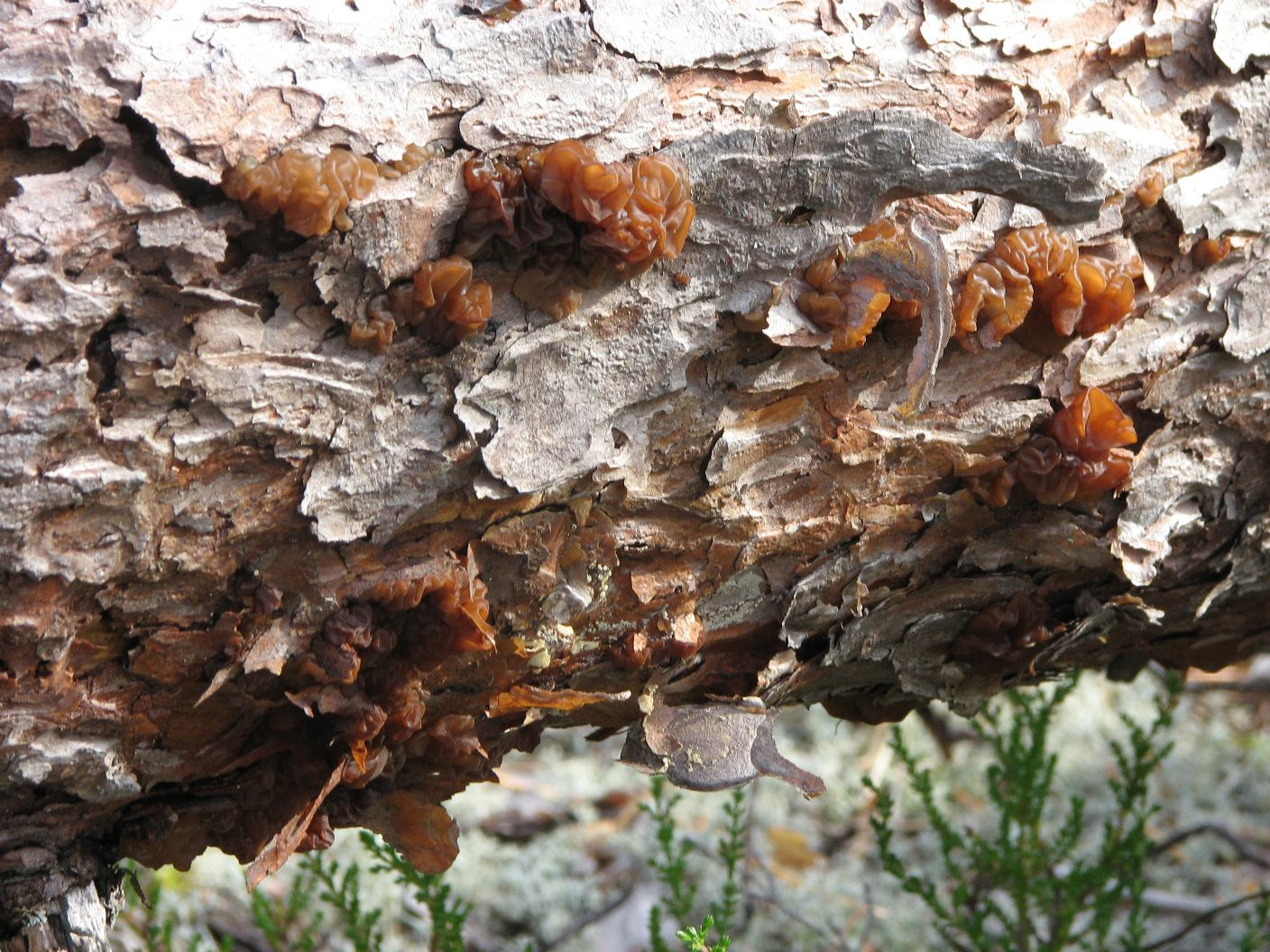
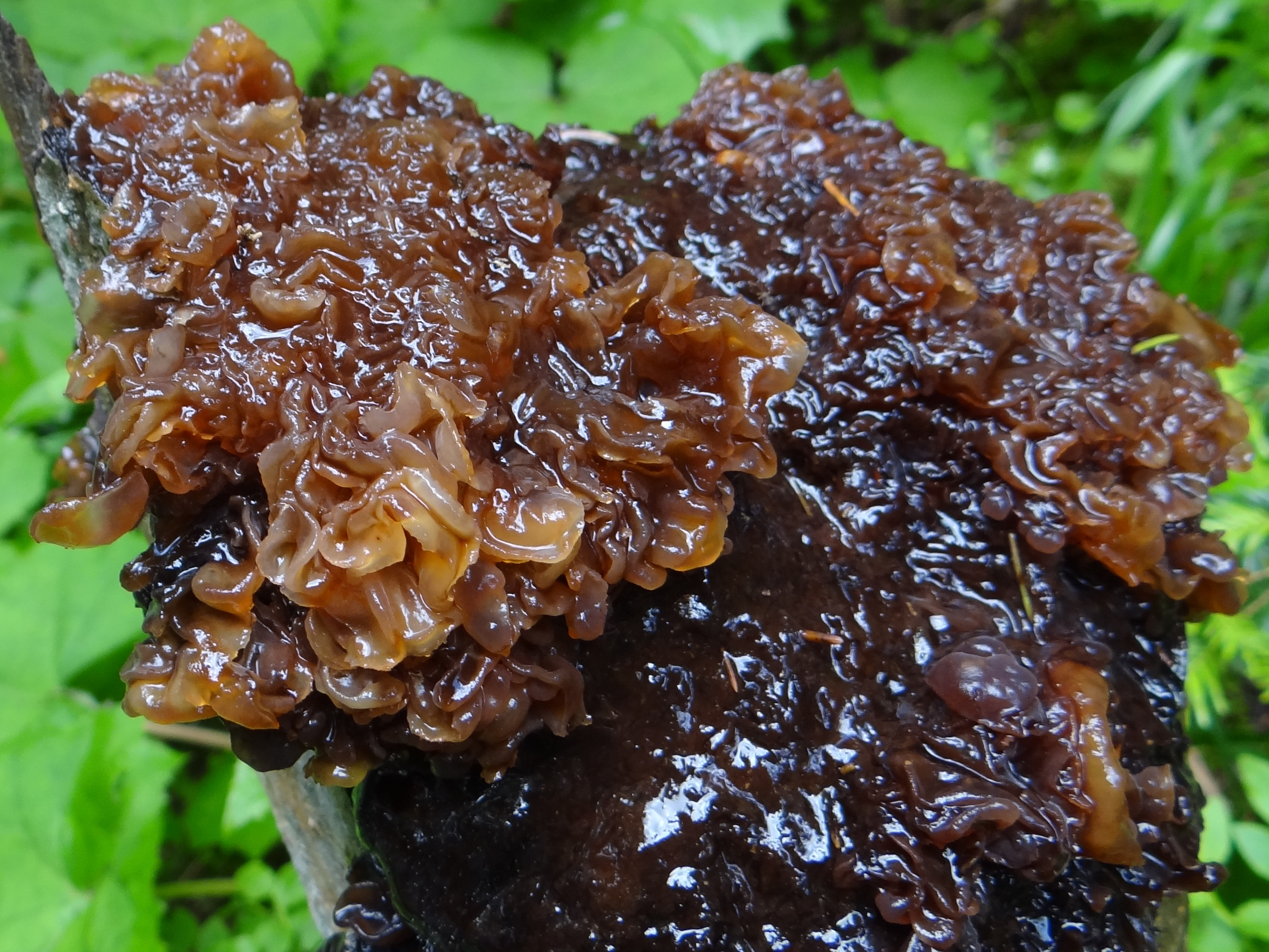
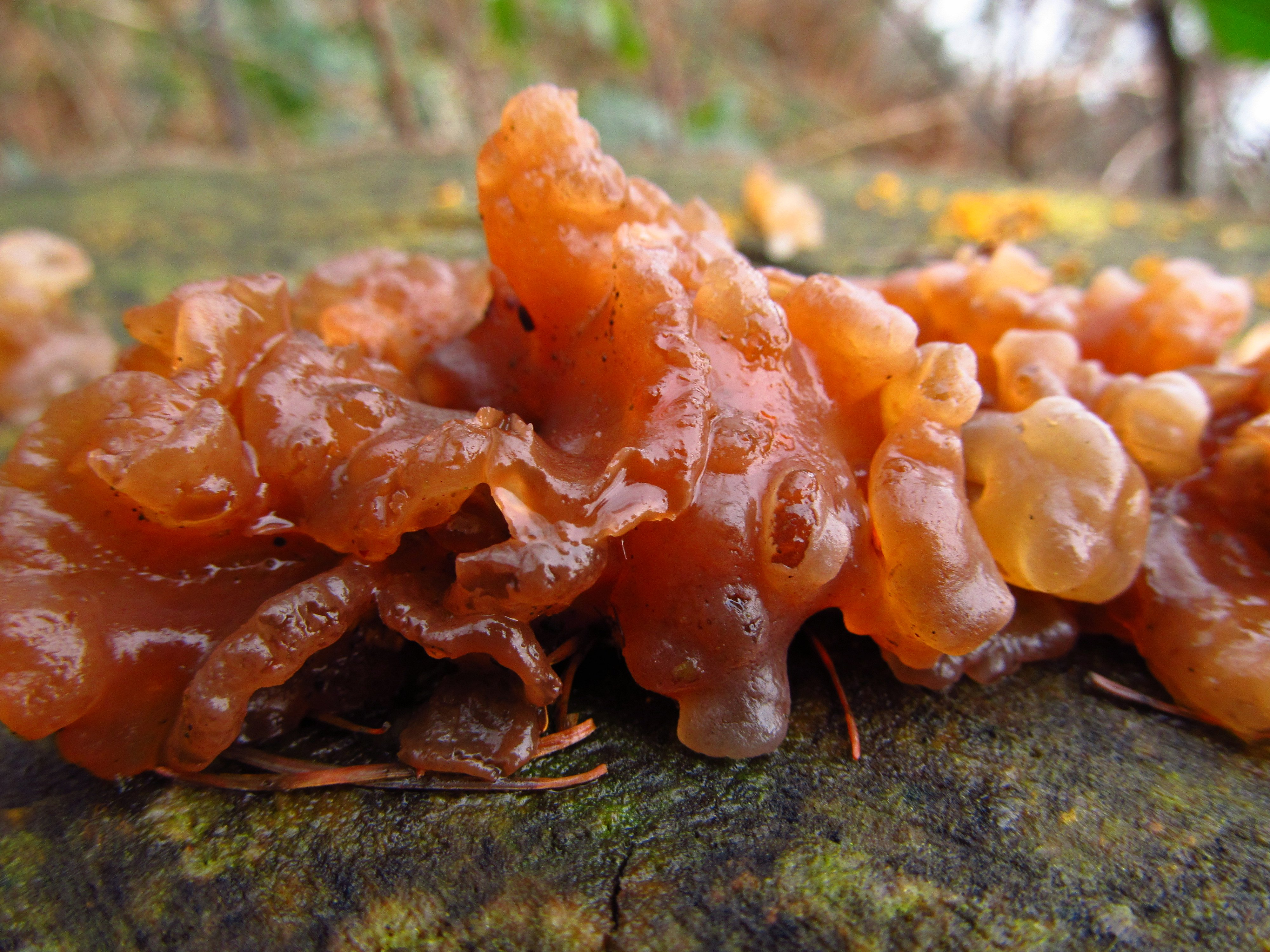

Nem ehető.    